# 奧永區

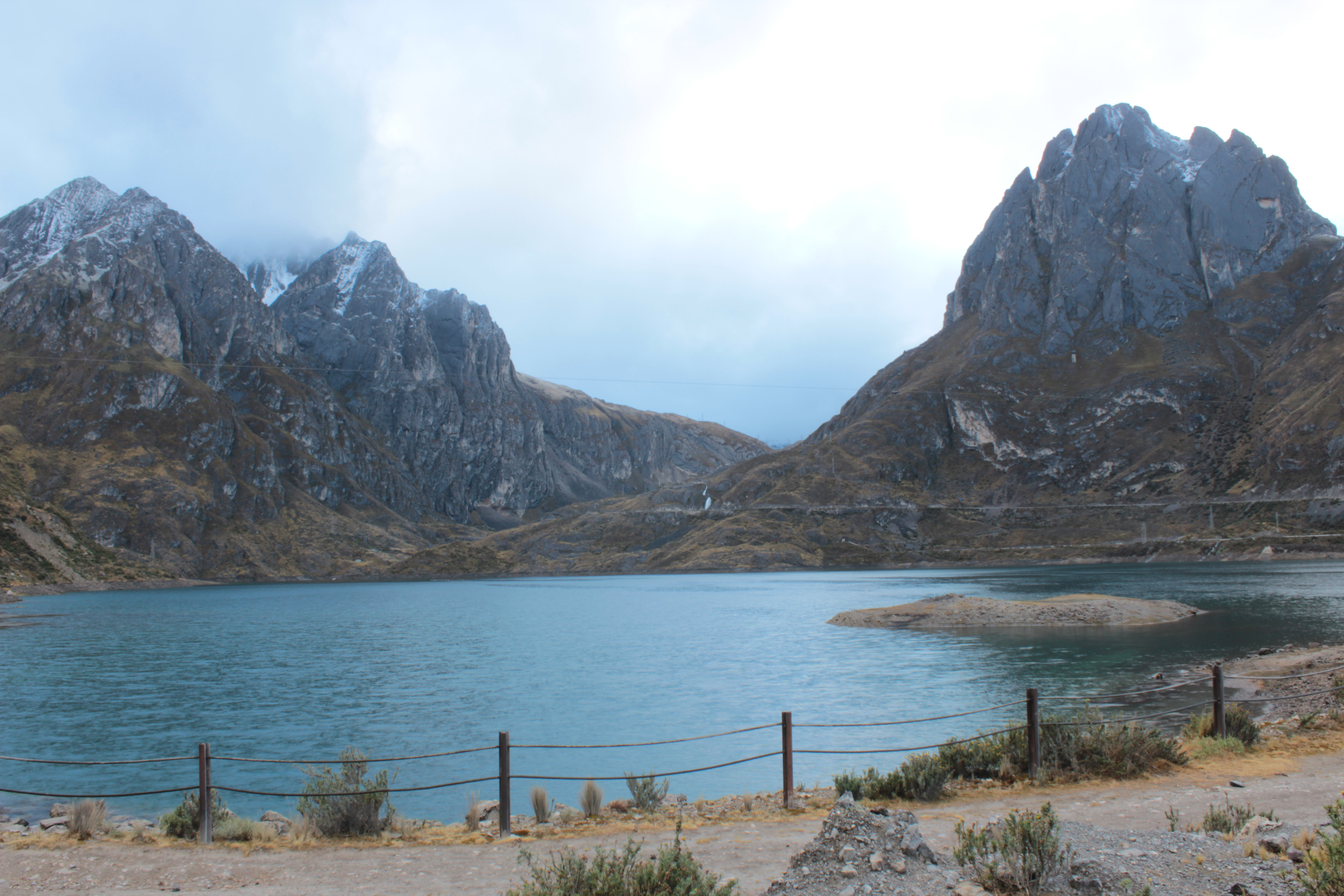

10°40′06″S 76°46′13″W / 10.6684°S 76.7702°W
奧永區（西班牙語：Distrito de Oyón），是秘魯的一個區，位於該國中南部利馬大區的奧永省，面積887.6平方公里，海拔高度3,620米，2005年該區人口10,416，人口密度每平方公里12人。